# Corb cu cioc gros
Corbul cu cioc gros (Corvus crassirostris) este o pasăre paseriformă din familia Corvidae. Aria sa de răspândire acoperă Eritreea, Somalia și Etiopia; habitatul său include munți și platouri înalte între altitudini de 1.500 și 3.400 de metri. Este una dintre numeroasele specii aviare endemice din nord-estul Africii tropicale.
Are un cioc foarte mare care este comprimat lateral și este adânc curbat în profil, ceea ce îi conferă un aspect foarte distinctiv.

## Galerie

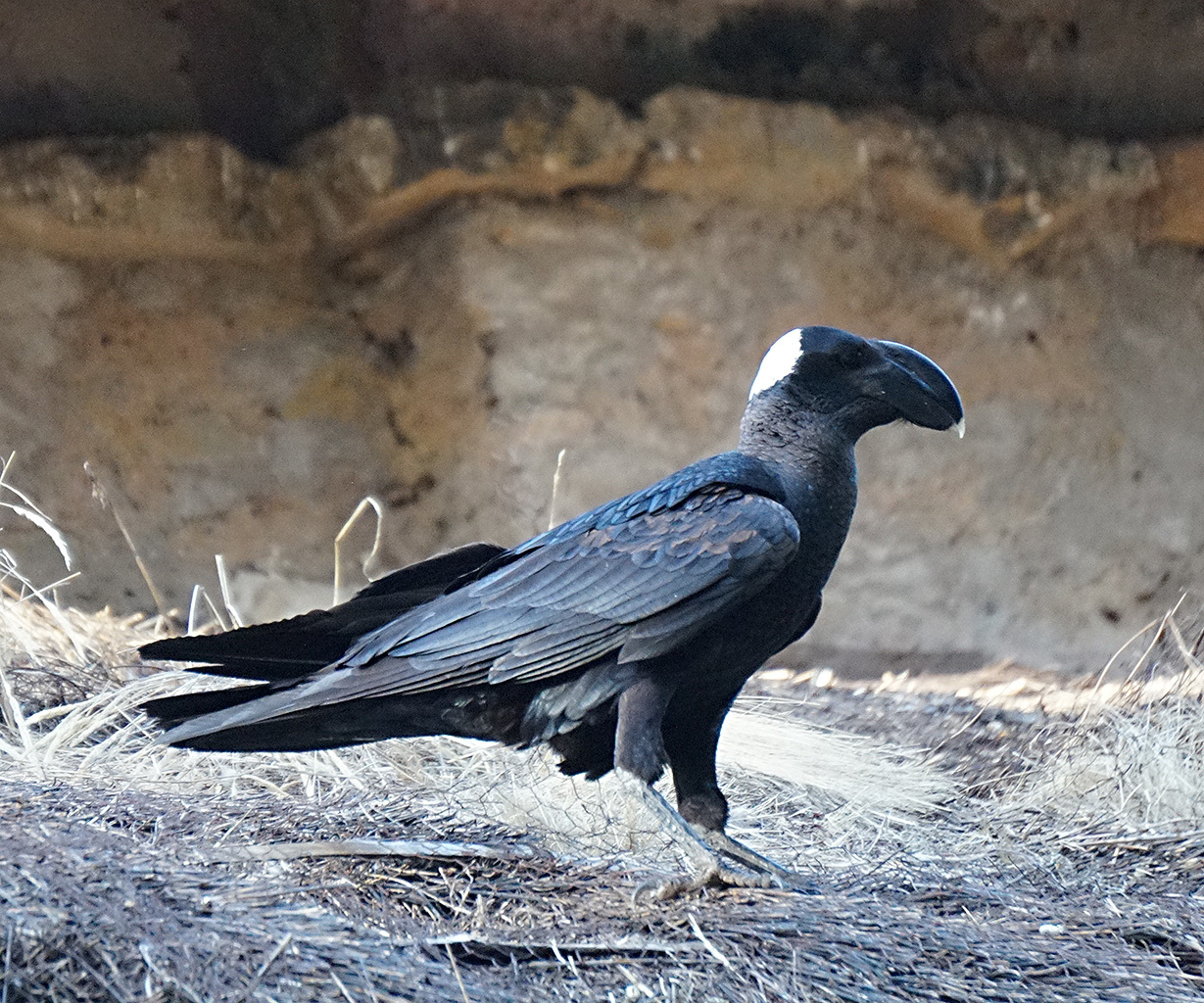
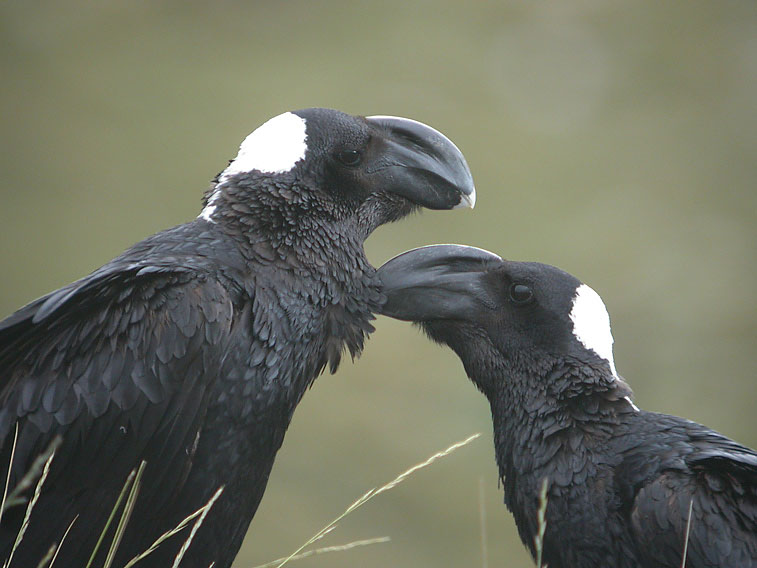
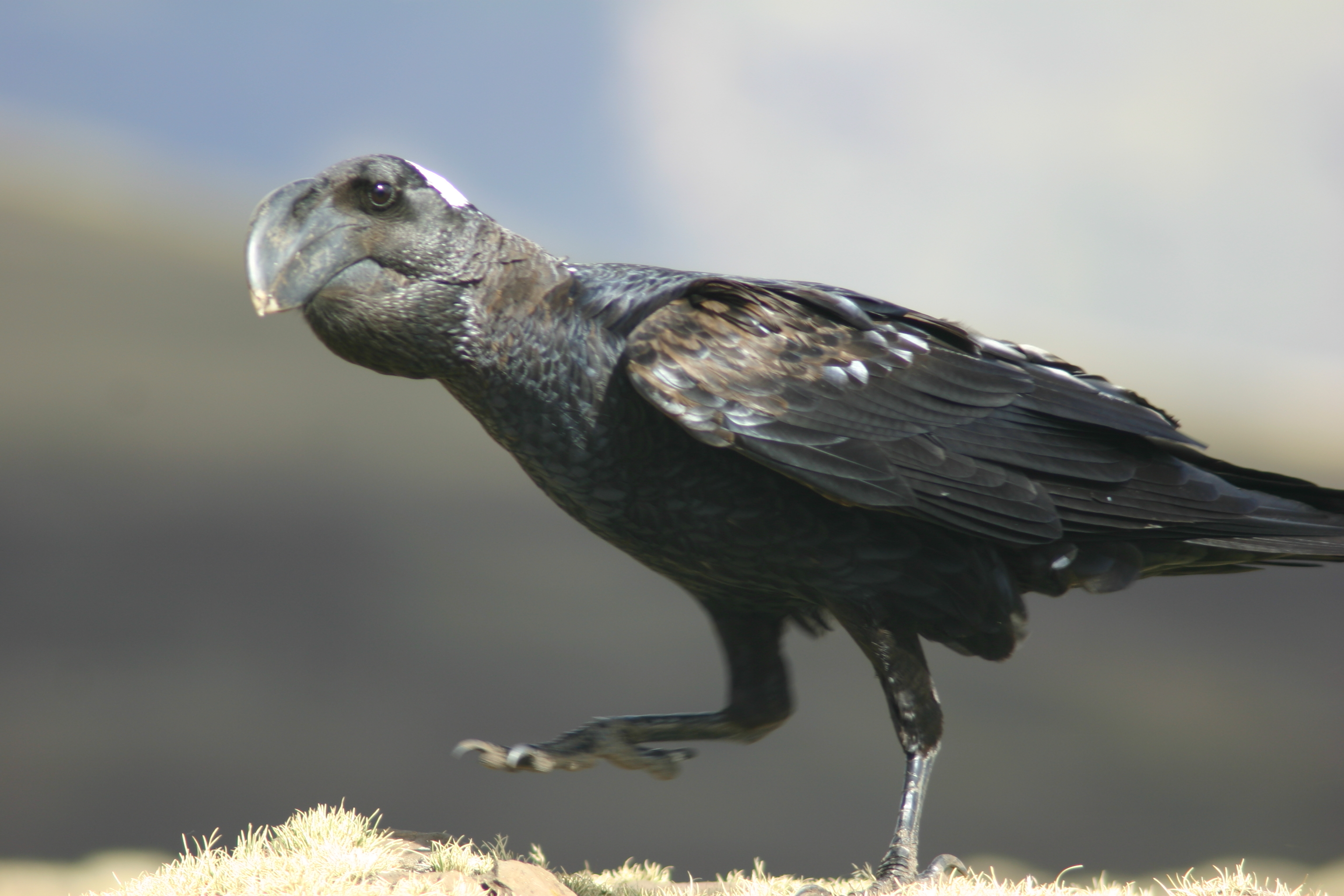
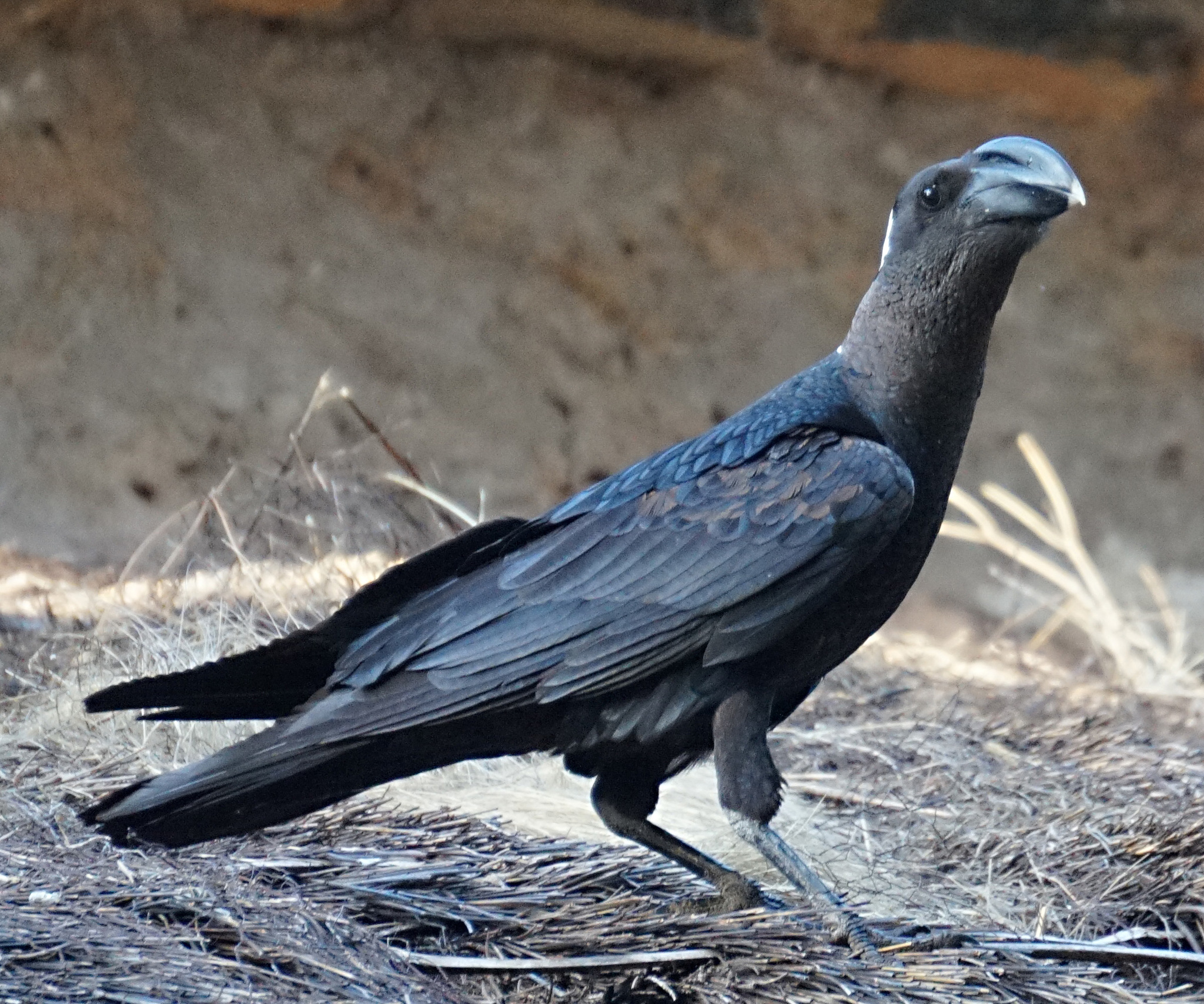